# Joseph Schwarcz
Joseph "Joe" Schwarcz est un professeur, écrivain et chroniqueur scientifique québécois, connu pour ses efforts de vulgarisation scientifique.

## Biographie
Il est surnommé Dr Joe par le public canadien. D'origine hongroise, il a obtenu un doctorat de recherche en chimie. Avant d'enseigner à l'Université McGill, Schwarcz enseignait dans le réseau collégial, plus précisément à Vanier College à Montréal. Présent dans les médias, il a sa propre émission de radio à CJAD. Ses intérêts portent en général sur l'application de la chimie dans la vie de tous les jours. Directeur de l'Organisation pour la science et la société, il s'attaque notamment à la pseudo-science, aimant défaire les affirmations du magicien Uri Geller. Auteur de plusieurs ouvrages, Schwarcz a été honoré pour ses efforts en ce qui concerne la vulgarisation scientifique. En 1994, il a reçu le Prix Michael-Smith pour la promotion des sciences de la part du Conseil de recherche en sciences naturelles et en génie du Canada.
Schwarcz a développé un intérêt pour la magie et la chimie à partir de l'âge de neuf ans, ayant vu un magicien exécuter un truc de cordes à la fête d'anniversaire d'un ami. "Plutôt qu'utiliser les mots magiques habituels, comme abracadabra, il a dit qu'il allait répandre un produit chimique magique sur les cordes." Intrigué par la performance, le jeune Schwarcz a entrepris des recherches sur la chimie à la bibliothèque,.

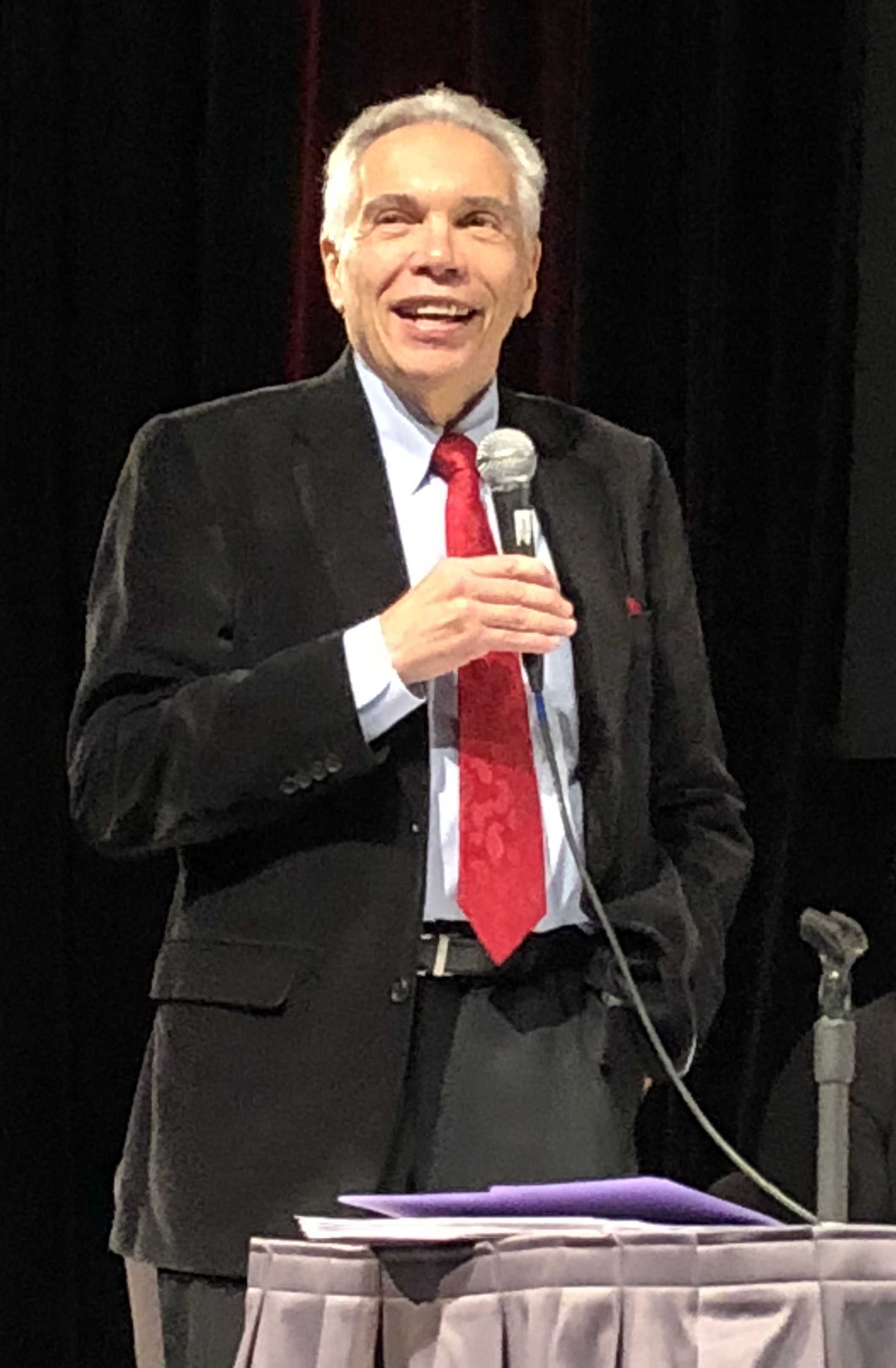
Au Symposium Trottier sur la science et le public en 2018

En 1999, Schwarcz est devenu le premier directeur de l'Organisation pour la science et la société de l'Université McGill, qu"il a fondé avec Ariel Fenster et David Harpp. En tant que directeur de l'organisme, il s'attaque aux mythes circulant sur la santé et aux célébrités qui les propagent. Il a utilisé sa connaissance de la magie pour expliquer comment des phénomènes en apparence surnaturels peuvent être produits par des moyens ordinaires. En 2011, l'OSS a bénéficié d'un octroi de 5,5 millions $ de la Fondation familiale Trottier. Les intérêts générés par cette contribution permettent la poursuite des activités de l'organisation.

« Cette organisation unique se consacrera à disséminer de l'information à jour dans les domaines de l'alimentation, de la médication, des cosmétiques, et de la santé en général. Elle s'adressera au public, aux enseignants et aux étudiants, par la radio, la télévision, la presse, les consultations publiques, les conférences publiques, l'enseignement en salle de classe et l'Internet. »

— Joseph Schwarcz, 2009
Étudiant à l'université, Schwarcz trouvait que la chimie était enseignée de façon aride. Une fois professeur, il a mis en place une série de cours conçus pour rendre le sujet attrayant pour les étudiants. Des conférences publiques incluant des tours de magie ont été dérivées de ces cours,.
Sa relation avec les médias d'information a commencé en 1980. Le journaliste Ted Blackman du journal The Gazette a fait une erreur significative dans son reportage concernant une démonstration que Schwarcz avait fait lors de l'exposition Terre des hommes à Expo 67. Après qu'il a eu obtenu une rectification du journal, il a été invité à en parler sur les ondes de la station de radio CJAD. La station l'a rappelé dès la semaine suivante au sujet d'une controverse scientifique et la collaboration est rapidement devenue régulière. Schwarcz y anime maintenant sa propre émission hebdomadaire, "The Dr Joe Show", qui a également été reprise par la station torontoise CFRB pendant deux ans. Il a aussi réalisé des centaines d'entrevues avec d'autres médias comme expert scientifique et était un collaborateur fréquent pour le Discovery Channel, où il avait sa propre émission pendant un an,.

## Vie personnelle
Schwarcz est un mordu du sport; il a d'ailleurs joué au baseball et au hockey lorsqu'il était jeune. Il aime cuisiner et une chaîne locale de marchés d'alimentation a vendu sa goulasch pendant quelque temps. Il est aussi un amateur de théâtre, se déplaçant à New York pour voir les pièces sur Broadway. Lorsqu'il prend des vacances, c'est généralement pour une croisière.
Schwarcz a marié la physiothérapeute Alice Diamantstein en 1973. Ils ont eu trois enfants. Diamantstein est décédée en 2016.

## Honneurs
- Médaille McNeil
- Prix Stack-Grady
- Prix Michael-Smith